# Lubawiczе
Lubawicze, Lubawiczi (ros. Любавичи) – wieś (ros. деревня, trb. dieriewnia) w zachodniej Rosji, centrum administracyjne osiedla wiejskiego Lubawiczskoje rejonu rudniańskiego w obwodzie smoleńskim.

## Geografia
Miejscowość położona jest nad rzeką Małaja Bieriezina, 9 km od granicy z Białorusią, 16 km od drogi magistralnej M1 «Białoruś», przy drodze regionalnej 66N-1608 (R120 / Rudnia – Lubawiczi – Wołkowo), 15,5 km od drogi federalnej R120 (Orzeł – Briańsk – Smoleńsk – granica z Białorusią), 15 km od centrum administracyjnego rejonu (Rudnia), 70,5 km od Smoleńska.
W granicach miejscowości znajdują się ulice: Bieriezinskaja, Centralnaja, Centralnyj pierieułok, Chabadskaja, Chochłowka, Chołodnaja, Chołodnyj pierieułok, Chudickij projezd, Doroga na Oel, Druzby narodow, Jabłoniewaja, Jarmorocznaja płoszczadź, Kozłowka, Ługowaja, Mira, Nikolskaja, Polewaja, Swietłaja, Szkolnaja, Szniejewsona, Szyłowskaja, Tomskaja, Zarieczje, Zielonaja.

## Demografia
W 2010 r. miejscowość liczyła sobie 448 mieszkańców.

## Historia
Istnieje przynajmniej od roku 1654, jako część Wielkiego Księstwa Litewskiego (Rzeczpospolita), o czym wspomniał w liście do rodziny (30 kwietnia 1655 r.) car Aleksy I Michajłowicz. Do rozbiorów Lubawicze należały do książąt Lubomirskich.
Po 1772 roku miejscowość była w granicach Imperium Rosyjskiego: od 1784 roku jako miasteczko babinowickiego, a od 1859 roku – orszańskiego ujezdu guberni mohylewskiej. W 1812 roku przez 2 tygodnie w miejscowości stacjonował ze swoim wojskiem francuski marszałek Emmanuel de Grouchy.
Ok. roku 1880 miasteczko liczyło 1516 mieszkańców (978 Żydów), 313 domów, 2 cerkwie i 2 synagogi
10 lipca 1919 roku Lubawicze stały się częścią ujezdu smoleńskiego.
21 lipca 1941 roku Lubawicze zostały zajęte przez jednostki Wehrmachtu. Według spisu ludności z roku 1939 mieszkało tam 1069 Żydów. 27 września 1941 r. w miejscowości powstało getto składające się z 19 niewielkich domów, mieszczących po około 25 osób. Jego mieszkańcy zmuszani byli do pracy przy naprawie dróg i mostów.
Niemieccy naziści nazwali Lubawicze „świętym miastem Jehowy, rabinów i mordów rytualnych”. Starych religijnych Żydów poddawano wyrafinowanym torturom. Szczypcami wyrywali im włosy z brody, codziennie organizowali publiczne chłosty i zmuszali do tańca na zwojach Tory. Często zastraszanie kończyło się egzekucjami: we wrześniu 1941 r. zginęło 17 Żydów, a 4 listopada 1941 r. – pozostała część populacji żydowskiej w Lubawiczach (na terenie dawnej rzeźni, 400 m od domu rabina). Do 19 grudnia 1941 roku rozstrzelano 483 Żydów (według danych niemieckich – 492).
W czasie wyzwalania tych terenów niemal cała wieś została spalona. W protokole inspekcji miejsca pochówku lubawiczowskich Żydów z dnia 10 października 1943 r. (w obecności mieszkańców miejscowości) widniało: „Dwadzieścia pięć metrów na wschód od budynku rzeźni odkryto kopiec o długości 25 metrów, szerokości 11 metrów i wysokości 5 metrów. Przeprowadzono ekshumację. Zwłoki mężczyzn, kobiet i dzieci, od niemowląt do bardzo starych. Zwłoki dzieci są przeważnie w ramionach dorosłych. Zdecydowana większość zwłok ma obrażenia od kul w kości potylicznej, ciemieniowej i skroniowej z ubytkami różnej wielkości. Niektóre zwłoki mają rozległe uszkodzenia czaszki w wyniku uderzeń tępymi przedmiotami. Niektóre nie mają żadnych śladów uszkodzeń”.
W Lubawiczach znajdują się groby cadyków z rabinicznego rodu Schneersohnów  ortodoksyjnego odłamu Chabad-Lubawicz. Miejscem pielgrzymkowym jest grobowiec Tzemacha Tzedeka. W sumie znajduje się tu około 200 macew.
Pod koniec lat 80. XX wieku społeczność chasydów z Chabadu w Moskwie nabyła dom w Lubawiczach, przeznaczony dla pielgrzymów. W 2001 roku we wsi w miejscu zniszczonego dworu Rebbe stanął drewniany budynek pełniący funkcję synagogi, domu pielgrzyma i muzeum historii chasydyzmu. 16 lipca 2002 r. w miejscu egzekucji ustawiono tablicę pamiątkową, wykonaną przez społeczność żydowską Smoleńska na koszt fundacji „Chołokost”. Wcześniej na miejscu egzekucji stał niewielki pomnik z pięcioramienną gwiazdą na szczycie (bez żadnego tekstu).
W 2008 roku z inicjatywy ruchu Chabad w dawnej żydowskiej części wsi (w pobliżu dwóch grobów Rebbe) powstał punkt informacyjny.
10 listopada 2011 r. we wsi odsłonięto pomnik poświęcony 483 Żydom rozstrzelanym przez hitlerowców w roku 1941.
W 2012 roku w pobliżu pomnika powstała alejka poświęcona Sprawiedliwym wśród Narodów Świata, którzy ratowali Żydów w czasie Holokaustu. Na cześć mieszkańców Smoleńska, wpisanych na listę Sprawiedliwych, posadzono 13 lip.
W sierpniu 2016 roku 500 rabinów Chabadu zwiedzało wieś i odwiedziło groby założycieli ruchu.

## Zabytki wsi
- Cerkiew Zaśnięcia Matki Bożej (XVIII w.), w stylu baroku wileńskiego
- Cmentarz chasydzki Chabad-Lubawicz i znajdująca się na jego terenie kaplica

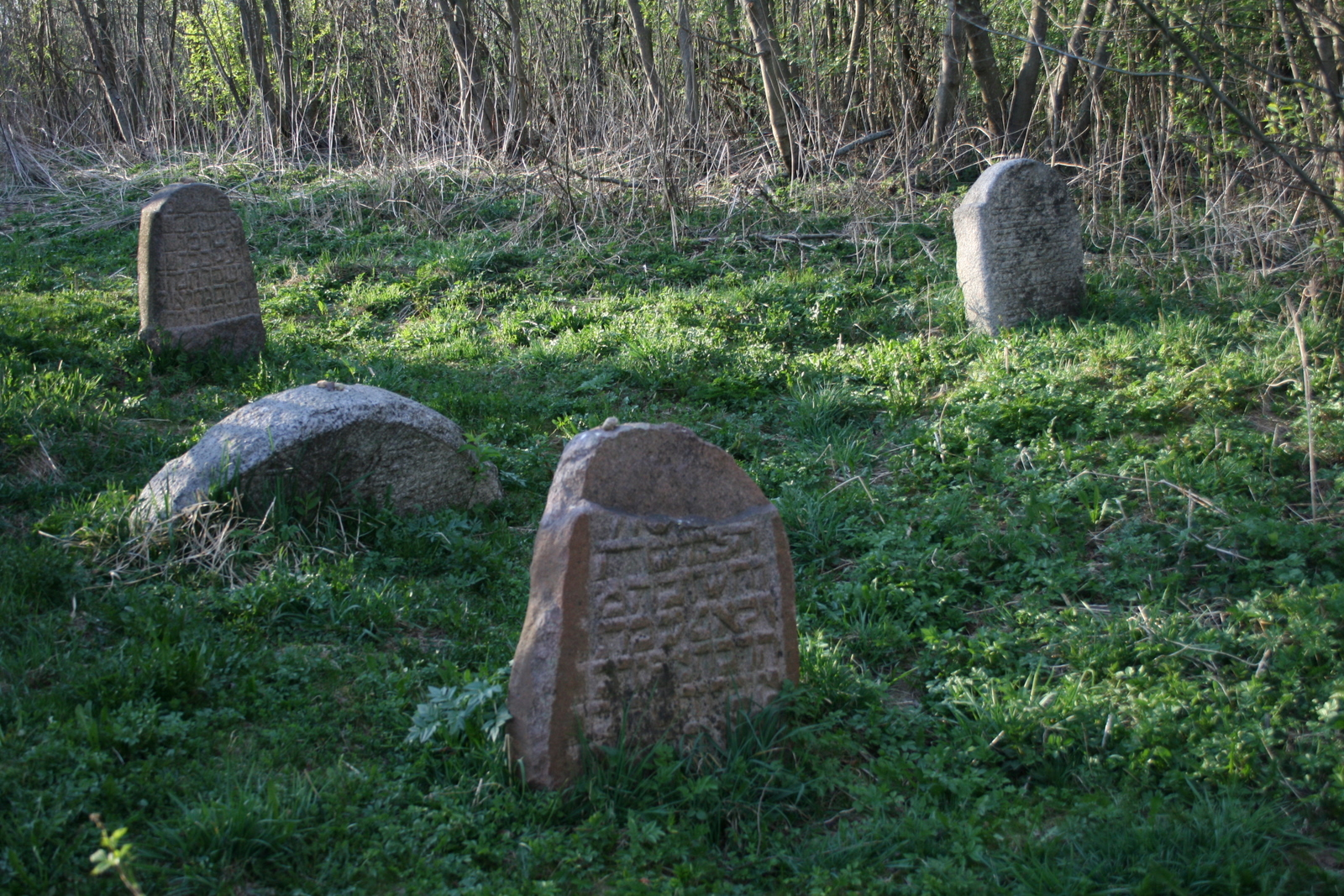
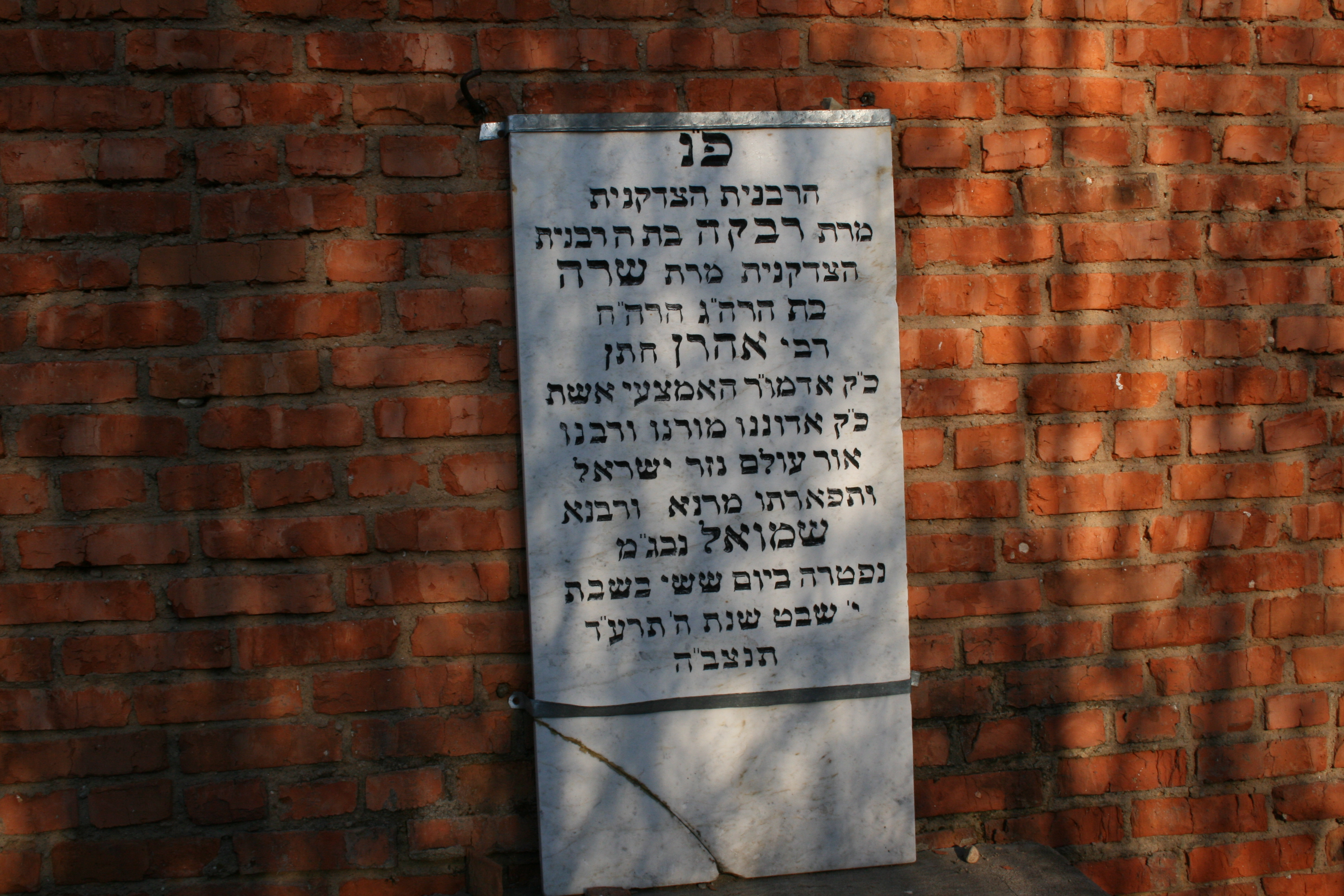
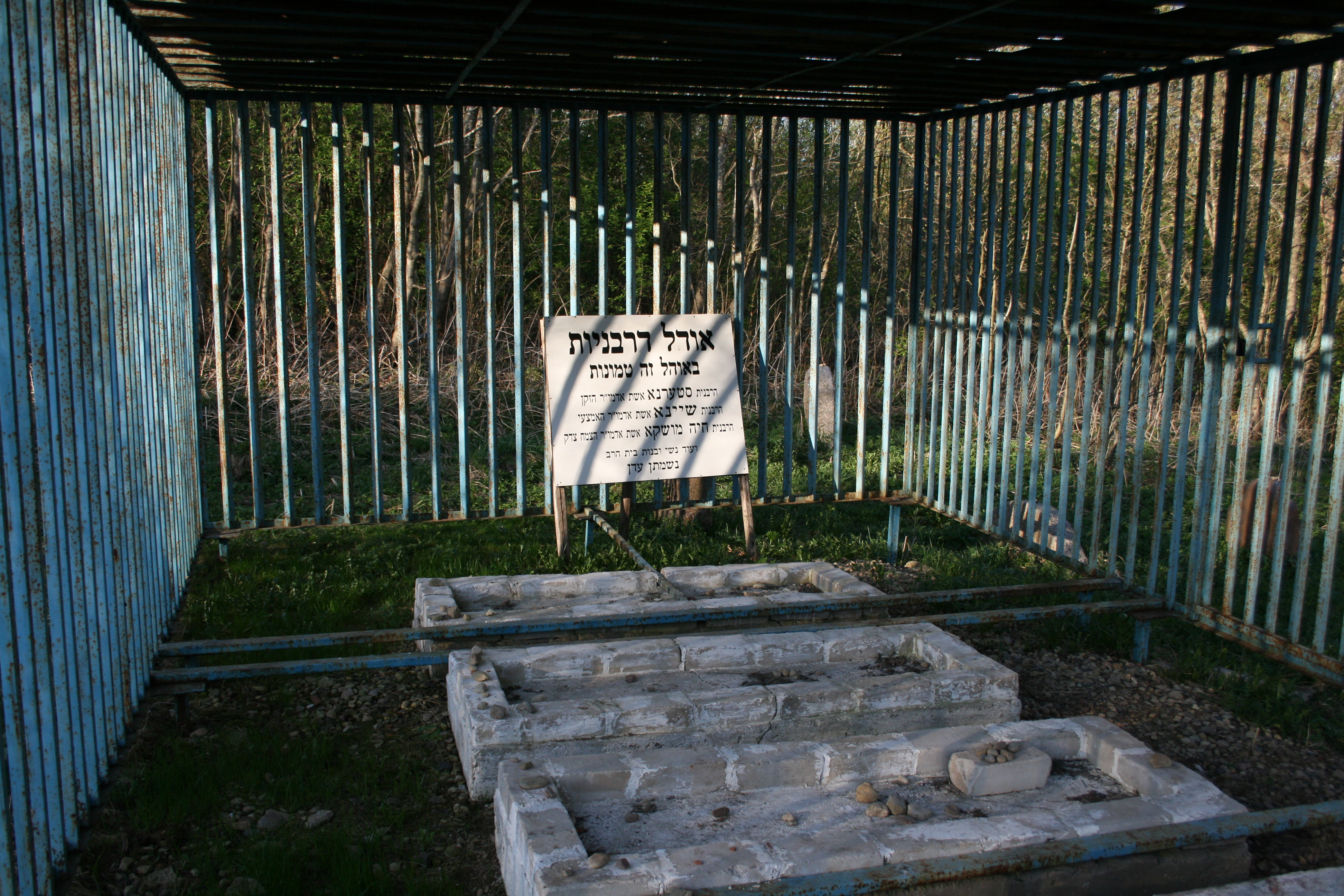